# John Yarbrough
John Yarbrough (ur. 16 sierpnia 1985, zm. 17 marca 2012 w Orlando) – amerykański lekkoatleta, płotkarz
Srebrny medalista mistrzostw NCAA (2007)
Zginął w wypadku samochodowym, w którym ciężko ranny został również jego starszy brat – Linnie, także lekkoatleta.

## Rekordy życiowe
- Bieg na 110 metrów przez płotki – 13,36 (2010)
- Bieg na 60 metrów przez płotki (hala) – 7,67 (2007)